# 385
Il 385 (CCCLXXXV in numeri romani) è un anno  del IV secolo.

## Eventi
- 1º gennaio - Bautone inaugura il proprio consolato assieme all'imperatore Arcadio; Agostino di Ippona gli dedica un panegirico, declamato in questa occasione a Milano.
- Quinto Aurelio Simmaco termina il suo mandato di praefectus urbi di Roma, e gli succede Piniano; Neoterio è prefetto del pretorio d'Italia, Euodio prefetto del pretorio delle Gallie, Florentino comes sacrarum largitionum della corte d'Occidente.
- Papa Siricio invia una lettera in cui dispone a favore del celibato ecclesiastico.
- Pammachio sposa Paolina, figlia di Paola.
- Monica si imbarca per Roma e poi raggiunge a Milano il figlio, Agostino di Ippona.
- Agostino di Ippona si converte al Cristianesimo.
- Vigilio diviene vescovo di Trento.
- Il sinodo di Melitene depone il vescovo Eustazio di Sebaste.
- L'astronomo cinese Chiang Chi spiega le eclissi lunari.
- Secondo il Libro di Mormon, i Nefiti si sarebbero radunati a Cumorah per l'ultima battaglia, mentre Mormon avrebbe nascosto le tavole sulla collina; i Nefiti sarebbero stati annientati e distrutti dai Lamaniti.

## Nati
- Dharmakṣema, monaco buddhista indiano
- Xie Lingyun, poeta e filosofo cinese († 433)

## Morti
- Alfenio Ceionio Giuliano Camenio, senatore e politico romano (n. 343)
- Dào'ān, monaco buddista e traduttore cinese (n. 312)
- Latroniano, poeta romano
- Priscilliano, vescovo spagnolo (n. 340)
- Pulcheria Teodosia, romana (n. 379)
- Antipapa Ursino, religioso romano

## Calendario
| Calendario 385 | Calendario 385 | Calendario 385 | Calendario 385 | Calendario 385 | Calendario 385 | Calendario 385 | Calendario 385 | Calendario 385 | Calendario 385 | Calendario 385 | Calendario 385 | Calendario 385 | Calendario 385 | Calendario 385 | Calendario 385 | Calendario 385 | Calendario 385 | Calendario 385 | Calendario 385 | Calendario 385 | Calendario 385 | Calendario 385 | Calendario 385 | Calendario 385 | Calendario 385 | Calendario 385 | Calendario 385 | Calendario 385 | Calendario 385 | Calendario 385 | Calendario 385 | Calendario 385 |
| -------------- | -------------- | -------------- | -------------- | -------------- | -------------- | -------------- | -------------- | -------------- | -------------- | -------------- | -------------- | -------------- | -------------- | -------------- | -------------- | -------------- | -------------- | -------------- | -------------- | -------------- | -------------- | -------------- | -------------- | -------------- | -------------- | -------------- | -------------- | -------------- | -------------- | -------------- | -------------- | -------------- |
|                | 1              | 2              | 3              | 4              | 5              | 6              | 7              | 8              | 9              | 10             | 11             | 12             | 13             | 14             | 15             | 16             | 17             | 18             | 19             | 20             | 21             | 22             | 23             | 24             | 25             | 26             | 27             | 28             | 29             | 30             | 31             |                |
| Gennaio        | Me             | Gi             | Ve             | Sa             | Do             | Lu             | Ma             | Me             | Gi             | Ve             | Sa             | Do             | Lu             | Ma             | Me             | Gi             | Ve             | Sa             | Do             | Lu             | Ma             | Me             | Gi             | Ve             | Sa             | Do             | Lu             | Ma             | Me             | Gi             | Ve             |                |
| Febbraio       | Sa             | Do             | Lu             | Ma             | Me             | Gi             | Ve             | Sa             | Do             | Lu             | Ma             | Me             | Gi             | Ve             | Sa             | Do             | Lu             | Ma             | Me             | Gi             | Ve             | Sa             | Do             | Lu             | Ma             | Me             | Gi             | Ve             |                |                |                |                |
| Marzo          | Sa             | Do             | Lu             | Ma             | Me             | Gi             | Ve             | Sa             | Do             | Lu             | Ma             | Me             | Gi             | Ve             | Sa             | Do             | Lu             | Ma             | Me             | Gi             | Ve             | Sa             | Do             | Lu             | Ma             | Me             | Gi             | Ve             | Sa             | Do             | Lu             |                |
| Aprile         | Ma             | Me             | Gi             | Ve             | Sa             | Do             | Lu             | Ma             | Me             | Gi             | Ve             | Sa             | Do             | Lu             | Ma             | Me             | Gi             | Ve             | Sa             | Do             | Lu             | Ma             | Me             | Gi             | Ve             | Sa             | Do             | Lu             | Ma             | Me             |                |                |
| Maggio         | Gi             | Ve             | Sa             | Do             | Lu             | Ma             | Me             | Gi             | Ve             | Sa             | Do             | Lu             | Ma             | Me             | Gi             | Ve             | Sa             | Do             | Lu             | Ma             | Me             | Gi             | Ve             | Sa             | Do             | Lu             | Ma             | Me             | Gi             | Ve             | Sa             |                |
| Giugno         | Do             | Lu             | Ma             | Me             | Gi             | Ve             | Sa             | Do             | Lu             | Ma             | Me             | Gi             | Ve             | Sa             | Do             | Lu             | Ma             | Me             | Gi             | Ve             | Sa             | Do             | Lu             | Ma             | Me             | Gi             | Ve             | Sa             | Do             | Lu             |                |                |
| Luglio         | Ma             | Me             | Gi             | Ve             | Sa             | Do             | Lu             | Ma             | Me             | Gi             | Ve             | Sa             | Do             | Lu             | Ma             | Me             | Gi             | Ve             | Sa             | Do             | Lu             | Ma             | Me             | Gi             | Ve             | Sa             | Do             | Lu             | Ma             | Me             | Gi             |                |
| Agosto         | Ve             | Sa             | Do             | Lu             | Ma             | Me             | Gi             | Ve             | Sa             | Do             | Lu             | Ma             | Me             | Gi             | Ve             | Sa             | Do             | Lu             | Ma             | Me             | Gi             | Ve             | Sa             | Do             | Lu             | Ma             | Me             | Gi             | Ve             | Sa             | Do             |                |
| Settembre      | Lu             | Ma             | Me             | Gi             | Ve             | Sa             | Do             | Lu             | Ma             | Me             | Gi             | Ve             | Sa             | Do             | Lu             | Ma             | Me             | Gi             | Ve             | Sa             | Do             | Lu             | Ma             | Me             | Gi             | Ve             | Sa             | Do             | Lu             | Ma             |                |                |
| Ottobre        | Me             | Gi             | Ve             | Sa             | Do             | Lu             | Ma             | Me             | Gi             | Ve             | Sa             | Do             | Lu             | Ma             | Me             | Gi             | Ve             | Sa             | Do             | Lu             | Ma             | Me             | Gi             | Ve             | Sa             | Do             | Lu             | Ma             | Me             | Gi             | Ve             |                |
| Novembre       | Sa             | Do             | Lu             | Ma             | Me             | Gi             | Ve             | Sa             | Do             | Lu             | Ma             | Me             | Gi             | Ve             | Sa             | Do             | Lu             | Ma             | Me             | Gi             | Ve             | Sa             | Do             | Lu             | Ma             | Me             | Gi             | Ve             | Sa             | Do             |                |                |
| Dicembre       | Lu             | Ma             | Me             | Gi             | Ve             | Sa             | Do             | Lu             | Ma             | Me             | Gi             | Ve             | Sa             | Do             | Lu             | Ma             | Me             | Gi             | Ve             | Sa             | Do             | Lu             | Ma             | Me             | Gi             | Ve             | Sa             | Do             | Lu             | Ma             | Me             |                |